# Linea di successione al trono del Lesotho

Lo stendardo reale del Lesotho

Stemma della monarchia lesothiana (1966-2006)

Stemma della monarchia lesothiana (dal 2006)

La linea di successione al trono del Lesotho è trattata nel capitolo V della Costituzione del Lesotho. L'attuale sovrano è il re Letsie III.

## Capitolo V Articolo 45
L'articolo 45 del Capitolo V della Costituzione, recita:
(1) Il Collegio dei Capi può, in qualsiasi momento, designare, in conformità con il diritto del Lesotho, la persona (o le persone, in ordine di precedenze) che hanno diritto di ascendere al trono a seguito della morte del Re o di eventi che possono aver reso il trono vacante. Se una persona è stata precedentemente designata a diventare Re, questa persona sarà la prima in linea di successione al trono.

(2) Se, alla morte del Re, o per il verificarsi di eventi che possano aver reso il trono vacante, non esiste alcun candidato che risponda ai requisiti di cui alla sezione (1), il Collegio dei Capi, in conformità con le leggi del Lesotho, procederà a designare un nuovo Re.

## Linea di successione
La linea di successione è composta dai seguenti principi:
- Moshoeshoe II (1938–1996)
  -  re Letsie III del Lesotho nato nel 1963
    - Lerotholi Seeiso nato nel 2007 figlio del re Letsie III del Lesotho

  - Prince Seeiso Bereng Seeiso nato nel 1966
    - Il principe Bereng Constantine Seeiso
    - Il principe Masupha David Seeiso

Legenda:
- : simbolo di un Sovrano deceduto
- : simbolo di un Sovrano regnante